# Ephydatia millsii
Ephydatia millsii är en svampdjursart som först beskrevs av Thomas Henry Potts 1887.  Ephydatia millsii ingår i släktet Ephydatia och familjen Spongillidae. Inga underarter finns listade i Catalogue of Life.